# Władisław Gałkin
Władisław Borisowicz Gałkin (ros. Владисла́в Бори́сович Га́лкин; ur. 25 grudnia 1971 w Moskwie, zm. 25 lutego 2010 tamże) – radziecki i rosyjski aktor filmowy. Zasłużony Artysta Federacji Rosyjskiej (2009). Pochowany na Cmentarzu Trojekurowskim w Moskwie.

## Filmografia
- 2007: Dywersant: Koniec wojny jako major Grigorij Iwanowicz Kałtygin
- 2005: Mistrz i Małgorzata jako Iwan Bezdomny
- 2004: Dywersant jako major Grigorij Iwanowicz Kałtygin

## Nagrody i odznaczenia
- 2002: Nagroda Nika
- 2009: Zasłużony Artysta Federacji Rosyjskiej